# 和苑街道
和苑街道，是中华人民共和国天津市红桥区下辖的一个街道办事处。
2015年，天津市民政局批复同意设立和苑街道办事处

## 行政区划
和苑街道下辖以下地区：
全和园社区、梦和园社区、康和园社区、营和园社区、和苑家园社区、名景家园社区和民康园社区。